# 建昌 (高昌)
建昌（けんしょう）は、高昌において麴宝茂の治世で用いられた年号。
549年 - 550年。

## 西暦・干支との対照表
| 建昌 | 元年  | 2年   | 3年   | 4年   | 5年   | 6年   |
| 西暦 | 555年 | 556年 | 557年 | 558年 | 559年 | 560年 |
| 干支 | 乙亥  | 丙子  | 丁丑  | 戊寅  | 己卯  | 庚辰  |